# テトス
テトス（生没年不詳）は、新約聖書に登場するパウロの弟子、協力者であったギリシャ人。ティトス（ギリシャ語: Τίτος, ラテン文字転写: Titos）、ティトゥス（ラテン語: Titus）、ティトとも。伝統的教会では聖人、正教会では七十門徒のひとりに数えられる。
『使徒行伝』にはその名前は出ないが、『ガラテヤの信徒への手紙』ではパウロやバルナバと共にエルサレムでの使徒会議に参加したという記述がある。パウロはギリシア人であるテトスが割礼を受けずにキリスト教徒として受け入れられたことを強調しており、テトスの両親はともに異邦人（非ユダヤ人）であった可能性が高い。
パウロはテトスを高く評価しており、「仲間」「協力者」と呼び、その熱心さを賞賛している。『コリント人への第二の手紙』ではテトスはエルサレム教会のための募金をコリントで行い、またパウロの手紙をコリントへ届けるために派遣されている。
『テモテへの第二の手紙』では、テトスはダルマティアに滞在している。
聖書には彼の死についての記事はない。伝承によればテトスはパウロによってクレタ島の主教（司教）に任じられ、1世紀始めにクレタ島で生涯を終えたという。彼の名を冠した『テトスへの手紙』はパウロがクレタ島のテトスにあてた手紙である。